# Stiftung Lesen
La Stiftung Lesen (en français Fondation Lire) est une fondation allemande à vocation éducative, culturelle et sociale, fondée en 1988, basée à Mayence (Rhénanie-Palatinat).

## Présentation
La Stiftung Lesen œuvre pour la promotion de la lecture par tous de livres, de magazines et de journaux; la réalisation de cet objectif passant en outre par les nouvelles technologies de l’information et de la communication.
C’est un centre de réflexion, d’idées et de propositions pour tous ceux qui veulent transmettre le plaisir de lire. 

## Actions
Depuis sa création, cette fondation développe et concrétise de nombreux projets à l’échelle fédérale et régionale (au niveau des Länder allemands) visant à renforcer le rôle de la lecture dans la société de l’information. Cela consiste notamment à mener des campagnes dans les établissements scolaires, à conduire des travaux de recherches sur la lecture, ou à agir auprès des librairies. Pour ce faire, la fondation a acquis à sa cause de nombreux mécènes et d’importants soutiens dans les médias. 
Elle édite sa propre revue « Forum Lesen. » 
La Stiftung Lesen est de plus membre fondateur de EU*READ (http//www.eu-read.com), le réseau européen de la lecture.

## Fonctionnement
La Stiftung Lesen est financée pour l’essentiel par des partenaires dans le cadre de projets. Elle reçoit aussi des contributions des membres du Conseil d’administration et des dons de particuliers.
Le système bicaméral de la fondation consiste en un Conseil de la foundation, représentant les organismes partenaires d’une part et un Conseil d’administration d’autre part, regroupant des personnes physiques.
La Stiftung Lesen se trouve traditionnellement sous le haut patronage du Président fédéral de l’Allemagne.